# Кухаренко, Лидия Ивановна
Лидия Ивановна Кухаренко (18 февраля (3 марта) 1906, Цесарская Слобода — 10 марта 1971, Киев, УССР) — украинский советский экономист и общественный деятель. Доктор экономических наук (1950), профессор (1953). Депутат Верховного Совета Украинской ССР IV—VI созывов. Член ЦК КПУ в январе 1949 — марте 1966.

## Биография
Родилась 18 февраля (3 марта) 1906 года в селе Цесарской Слободе (ныне Слобода Черкасского района Черкасской области) (по другим данным — родилась в городе Санкт-Петербурге в семье рабочего).
В 1920—1926 годах училась в Черкасском педагогическом техникуме. Затем работала учителем в селе Цесарская Слобода Черкасской области. В 1926—1930 годах училась в Киевском институте народного образования. С 1931 года и до смерти работала в нем ассистентом, преподавателем, доцентом и профессором политической экономии. В 1932—1935 годах училась в аспирантуре, защитила кандидатскую диссертацию. С 1938 года — старший научный сотрудник Академии наук Украинской ССР.
Член ВКП(б) с 1939 года.
В 1940—1944 годах работала лектором отдела пропаганды и агитации ЦК КП(б) Украины, одновременно во время Великой Отечественной войны в 1942—1943 годах по поручению Партизанского штаба Украины находилась в тылу врага в партизанском соединении Алексея Федорова. С июня 1944 по 1950 год по совместительству работала директором Украинского (Киевского) филиала Центрального музея Владимира Ильича Ленина.
В 1950—1952 годах училась в докторантуре при Институте экономики АН УССР. В 1953—1971 годах — заведующая кафедрой политической экономии Киевского государственного университета имени Тараса Шевченко.
В 1953—1964 годах была председателем правления Украинского республиканского общества «Знание». Избиралась делегатом XVI—XXII съездов Компартии Украины (на всех этих съездах ее избирали членом ЦК КПУ).
Умерла в Киеве 10 марта 1971 года. Похоронена на Байковом кладбище (участок № 21) в Киеве.

## Научная и общественная деятельность
В 1960-е годы на кафедре политэкономии руководила комплексной научной проблемой «Создание материально-технической базы социализма и коммунизма», лично работала над темами «Роль электрификации в создании материально-технической базы коммунизма» и «Социалистическое материальное производство и повышение его экономической эффективности в период перехода от социализма к коммунизму».
Была главным редактором коллективной монографии к 50-летию Октябрьской революции: «Экономические закономерности строительства коммунизма» и заместителем главного редактора коллективной монографии к 100-летию со дня рождения В. И. Ленина «Ленинский план электрификации в действии», где написала раздел «Ленинский план электрификации страны и его значение для строительства социалистической и коммунистической экономики».
Работала ответственным редактором межвузовских научных сборников «Вопросы политической экономии». Руководила работой Объединенного Ученого Совета по защите докторских диссертаций по политэкономии Киевского университета, была членом Высшей аттестационной комиссии.
С 1964 года была членом редколлегии журнала «Вопросы экономики», с 1965 года — член редколлегии издательства «Высшая Школа», редактором «Вестника КГУ».
Автор более 50 научных работ. Среди них:
- «Великое содружество Ленина и Сталина» (1950);
- «Большая программа электрификации» (1951);
- «Великие сталинские стройки на Днепре» (1952);
- «Превращение Украины из аграрной в могучую индустриально-колхозную республику» (1959);
- «Действенность пропаганды» (1960);
- «Экономические законы и развитие социалистического производства» (1969) и другие.

## Награды
- Заслуженный деятель науки УССР (с 1966 года; за весомый вклад в развитие экономической науки).
- орден Ленина (1948),
- орден Красного Знамени (1943),
- орден Трудового Красного Знамени (1959),
- Медаль «Партизану Отечественной войны» 1 степени,
- Медаль «За трудовую доблесть» (1949),
- чехословацким «Боевым крестом»,
- Почётная грамота Президиума Верховного Совета Украинской ССР (за подготовку кадров в Киевском университете).